# Joanna Miles
Pour les articles homonymes, voir Miles.
Joanna Miles est une actrice américaine, née le 6 mars 1940 à Nice (Alpes-Maritimes).

## Biographie
Née à Nice d'un père français, Joanna Miles gagne dès 1941 les États-Unis, où elle contribue à dix films américains disséminés de 1970 à 2007.
Mentionnons New York ne répond plus de Robert Clouse (1975, avec Yul Brynner et Max von Sydow), Marjorie de Martin Ritt (1983, avec Mary Steenburgen et Rip Torn) et Judge Dredd de Danny Cannon (1995, avec Sylvester Stallone et Armand Assante), son avant-dernier film à ce jour.
Ajoutons le film britannique Rosencrantz et Guildenstern sont morts de Tom Stoppard (1990, avec Gary Oldman et Tim Roth).
Pour la télévision, Joanna Miles apparaît dans trente-neuf séries entre 1963 et 2002, dont Mannix (un épisode, 1973), Dallas (quatre épisodes, 1984), Star Trek : La Nouvelle Génération (deux épisodes, 1990-1991), ou encore La Vie avant tout (deux épisodes, 2001).
Elle participe aussi à vingt-huit téléfilms, depuis La Ménagerie de verre d'Anthony Harvey (1973, avec Katharine Hepburn et Sam Waterston) jusqu'à Le Labyrinthe de l'injustice d'Hanelle M. Culpepper (2013, avec Amanda Schull et Michael Nouri), à ce jour son ultime prestation à l'écran.

## Filmographie partielle

### Cinéma
(films américains, sauf mention contraire)
- 1975 : Les Insectes de feu (Bug) de Jeannot Szwarc : Carrie Parmiter
- 1975 : New York ne répond plus (The Ultimate Warrior) de Robert Clouse : Melinda
- 1983 : Marjorie (Cross Creek) de Martin Ritt : Mme Turner
- 1990 : Rosencrantz et Guildenstern sont morts (Rosencrantz and Guildenstern Are Dead) de Tom Stoppard (film britannique) : Gertrude
- 1995 : Judge Dredd de Danny Cannon : Juge Evelyn McGruder

### Télévision

#### Séries télévisées
- 1971 : La Force du destin (All My Children), épisode (non titré) du 15 mars : Comtesse Anne Tyler St. Cyr Davis Martin
- 1973 : Mannix
  - Saison 6, épisode 19 La Prédiction (Carol Lockwood, Past Tense) de Leslie H. Martinson : Linda Loman
- 1974 : Le Magicien (The Magician)
  - Saison unique, épisode 20 The Illusion of the Lethal Playthings de Jack Arnold : Maggie Jones
- 1975 : La Côte sauvage (Barbary Coast)
  - Saison unique, épisode 3 Crazy Cats de Don Weis : Renata
- 1975 : Kojak, première série
  - Saison 3, épisode 6 Neige secrète, neige mortelle (Life, Liberation and the Pursuit of Death) : Mlle Lorelei Mason
- 1976 : Petrocelli
  - Saison 2, épisode 18 Six Strings of Guild de Don Weis : Sally Barnes
- 1976 : Barnaby Jones
  - Saison 4, épisode 22 Wipeout : Anna Lisa Chappell
- 1979 : L'Incroyable Hulk (The Incredible Hulk)
  - Saison 2, épisode 21 La Chambre sourde (The Quiet Room) de Reza Badiyi : Dr Hill
- 1984 : Dallas, première série
  - Saison 7, épisode 18 Limite extrême (Twelve Miles Limit) de Patrick Duffy, épisode 19 Où est passé papy ? (Where is Poppa?) de William F. Claxton et épisode 22 Et le gagnant est... (And the Winner Is...) : Martha Randolph
  - Saison 8, épisode 3 Persévérance (If at First You Don't Succeed) de Leonard Katzman : Martha Randolph
- 1986 : Cagney et Lacey (Cagney & Lacey)
  - Saison 5, épisode 20 Capitalism d'Alexander Singer : Helen Mauldin
- 1987 : Hôpital St Elsewhere (St. Elsewhere)
  - Saison 5, épisode 15 Getting Ahead d'Allan Arkush : Mme Belvedere
- 1990-1991 : Star Trek : La Nouvelle Génération (Star Trek: The Next Generation)
  - Saison 3, épisode 23 Sarek (1990) : Perrin
  - Saison 5, épisode 7 Réunification, 1re partie (Unification, Part I, 1991) : Perrin
- 1998-2000 : Chicago Hope : La Vie à tout prix (Chicago Hope)
  - Saison 5, épisode 1 Gaz toxique (Sarindipity, 1998) de Bill D'Elia : Juge Faye Paladino
  - Saison 6, épisode 14 Cas de conscience (Gray Matters, 2000) : Jennifer Dodge
- 2000 : Associées pour la loi (Family Law)
  - Saison 2, épisode 5 La Manière forte, 1re partie (Telling Lies, Part I) : Margaret Lumberg
- 2000 : Urgences (ER)
  - Saison 7, épisode 5 Le Saut de l'ange (Flight of Fancy) de Lesli Linka Glatter : Mme Larson
- 2001 : La Vie avant tout (Strong Medicine)
  - Saison 2, épisode 11 L'Éternel Féminin (Systemic) de Steve De Jarnatt et épisode 13 Victime du silence (Silent Epidemic) : Constance Fielding
- 2002 : Amy (Judging Amy)
  - Saison 4, épisode 4 Le Rosier de la discorde (The Frozen Zone) d'Alan Myerson : Carolyn O'Brien

#### Téléfilms
- 1973 : La Ménagerie de verre (The Glass Menagerie) d'Anthony Harvey : Laura Wingfield
- 1974 : Aloha Means Goodbye de David Lowell Rich : Pamela Crane
- 1975 : The Trial of Chaplain Jensen de Robert Day : Kathleen Jensen
- 1977 : Delta County, U.S.A. de Glenn Jordan : Kate McCain Nicholas
- 1978 : Du feu dans le ciel (A Fire in the Sky) de Jerry Jameson : Jennifer Dreiser
- 1980 : The Promise of Love de Don Taylor : Tony (la mère de Kathy)
- 1986 : As Is de Michael Lindsay-Hogg : Lily
- 1987 : Right to Die de Paul Wendkos : Katherine
- 1992 : The Habitation of Dragons de Michael Lindsay-Hogg : Evelyn Sparks
- 1992 : The Heart of Justice de Bruno Barreto : Mme Burgess
- 1992 : Extrême Jalousie (Willing to Kill: The Texas Cheerleader Story) de David Greene : Joyce
- 1993 : Cooperstown de Charles Haid : Louise
- 1993 : The American Clock de Bob Clark : Fanny
- 1997 : Alone de Michael Lindsay-Hogg : Jacqueline
- 2000 : Thin Air de Robert Mandel : Evans
- 2001 : Crossfire Trail de Simon Wincer : Melissa Thompson
- 2003 : Monte Walsh (en) de Simon Wincer : Sairy Brennan
- 2007 : Jane Doe: Ties That Bind de James A. Contner : Emily Myers
- 2008 : Chapitre macabre (Grave Misconduct) d'Armand Mastroianni : Catherine Hallow
- 2009 : Jesse Stone: Thin Ice de Robert Harmon : Mme Steinberg
- 2013 : Le Labyrinthe de l'injustice (Hunt for the Labyrinth Killer) d'Hanelle M. Culpepper : Pat Spencer

## Récompense
- 1974 : Primetime Emmy Award de la meilleure actrice dans un second rôle dans une série télévisée dramatique (ou un téléfilm), pour La Ménagerie de verre.